# 에마르사
에마르사(Emaar Properties, إعمار)는 두바이에 있는 건설회사이다. 세계 최대 규모의 부동산을 기반으로 한 기업으로, 두바이 금융 시장에 상장되어 있다. 부르즈 두바이 빌딩 건설 쪽에선 삼성물산과 계약관계에 있는 회사다.

## 연혁
- 1997년 에마르사 에미리트(Emaar Emirate) 설립

## 조직

### 회장과 임직원
회장은 모하메드 빈 알리 알압바르(Mohammed bin Ali Al Abbar)다.

### 노동
인도, 파키스탄, 필리핀에서 노동을 하러 온 많은 사람들은 불법 노동조합, 낮은 임금 등의 문제점이 있다.

## 사업

### 국제
합작 프로젝트는 알제리, 이집트, 인도, 인도네시아, 모로코, 파키스탄, 사우디 아라비아, 시리아, 터키, 튜니지아를 포함한다.